# Heterobostrychus brunneus
Heterobostrychus brunneus es una especie de escarabajo del género Heterobostrychus, familia Bostrichidae. Fue descrita científicamente por Murray en 1867.
Se distribuye por Sudáfrica, Zimbabue, México, Mozambique, Etiopía, Senegal, Congo, Gambia, Namibia, Suecia y Tanzania. La especie se mantiene activa durante los meses de enero, febrero, marzo, mayo, agosto, septiembre, octubre, noviembre y diciembre.